# 榎酒造

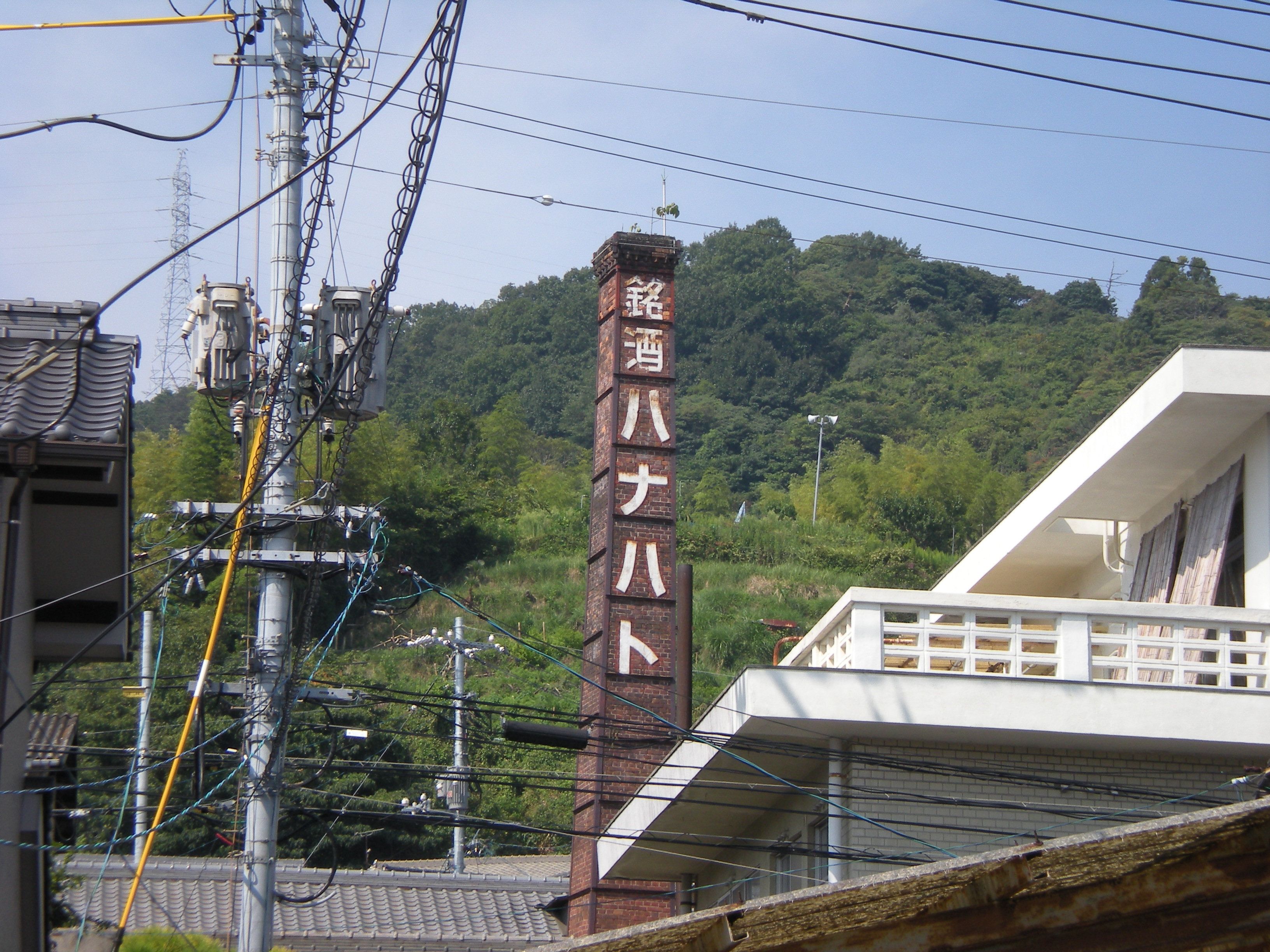
榎酒造。

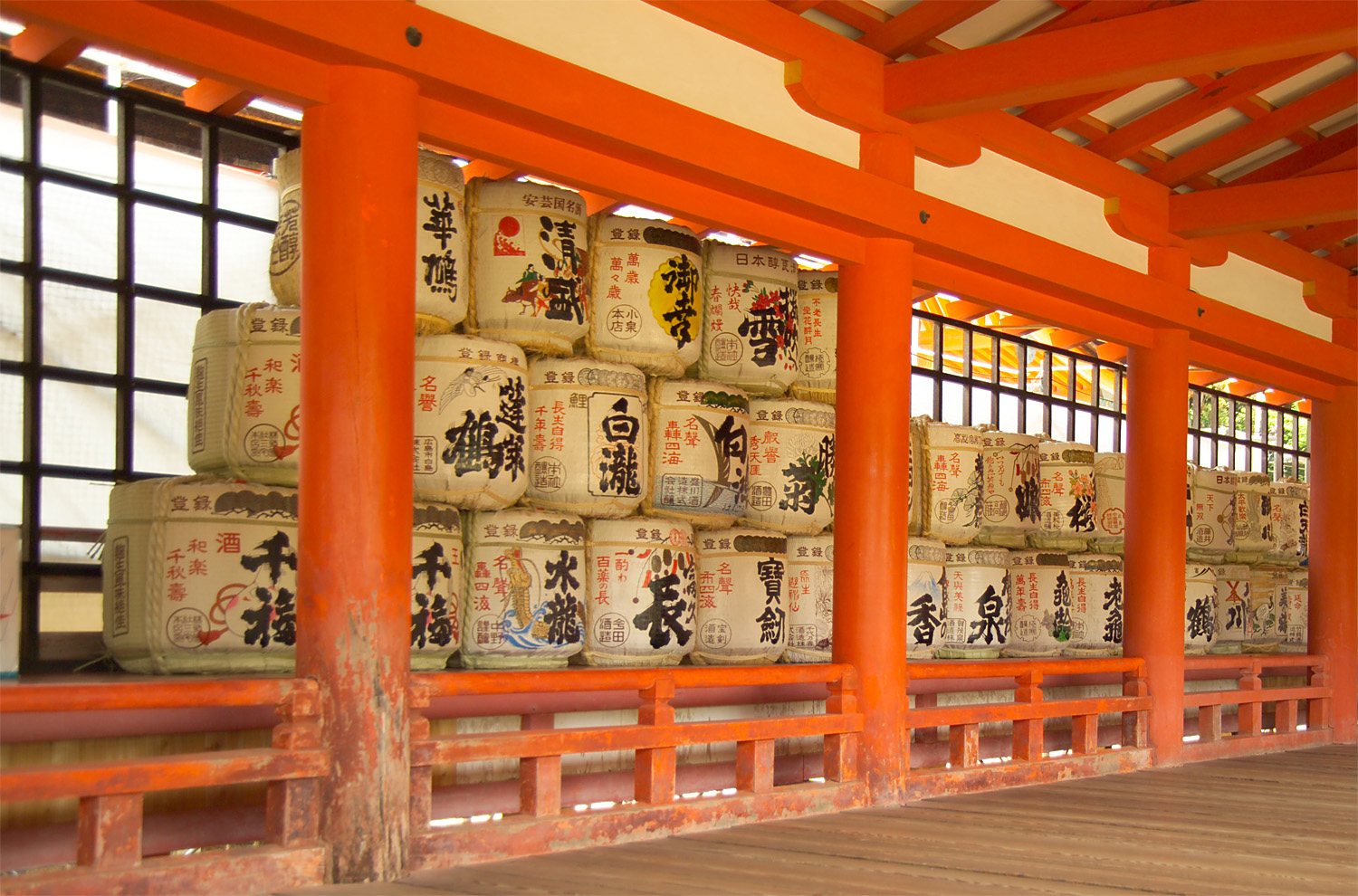
厳島神社に奉納された酒樽。上段に華鳩が見える。

榎酒造（えのきしゅぞう）は、広島県呉市の酒類製造・販売業者。
商標は『華鳩』（はなはと）である。
華鳩という商標は、蔵が立つ「鳩岡」から「鳩」、命名当時の国語の教科書は、ハナ・ハト・マメの様な言葉を教えるところから始まっている所から発想を得て、「華」の字を並べ、誰もが知っている言葉を使うことで、多くの人に覚えてもらえるようにと華鳩（はなばと）としたことが始まりである。
水質は中硬水、原料米は兵庫県吉川町（特A地区） 山田錦を使用している以外は、広島県産米の千本錦、八反錦、雄町を主体に使用している。
特に、貴醸酒の醸造に力を入れており、無濾過生原酒、にごり酒、大吟醸、オーク樽貯蔵などバラエティ豊かである。

## 沿革
- 1899年（明治32年） - 創業。
- 1974年（昭和49年） - 貴醸酒を醸造。
- 2008年（平成20年） - IWC SAKE部門 古酒の部 金賞・トロフィー賞受賞。

## 銘柄
日本酒
- 「華鳩」
- 「清盛」

貴醸酒
- 「華鳩」